# Lovisa Wadsten
Lovisa Wadsten, född 14 mars 1763 i Fagerhult, Kalmar län, död 1862 i Högsby, Kalmar län, var en svensk målare.
Hon var dotter till målaren Johan Henrik Wadsten och Helena Fagerholm och gift första andra gången från 1796 med kantorn Nils Bergman (skalden Bo Bergmans farfars far). Hon var syster till målarna Anna Maria Wadsten och Erland Wadsten. 
Hon växte upp i en släkt med målare där även hennes farbröder och farfar var verksamma som dekorationsmålare. Hon fick sin utbildning av sin far och var före sitt giftermål honom behjälplig vid måleriuppdrag. Enligt berättade traditioner skall hon ha varit skicklig i målning och tryckning av tapeter. 
Det finns några målade kistor på Kalmar läns museum och Krisedala hembygdsgård med fint målade rokokoslingor varav en är daterad 1830. Kistorna är målade av Wadsten eller hennes syster Anna Maria Wadsten.